# Roșia de Amaradia
Roșia de Amaradia è un comune della Romania di 3436 abitanti, ubicato nel distretto di Gorj, nella regione storica dell'Oltenia.
Il comune è formato dall'unione di sette villaggi: Becheni, Dealu Viei, Roșia de Amaradia, Ruget, Seciurile, Stejaru, Șitoaia.